# Policzna (gromada w powiecie zwoleńskim)
Policzna – dawna gromada, czyli najmniejsza jednostka podziału terytorialnego Polskiej Rzeczypospolitej Ludowej w latach 1954–1972.
Gromady, z gromadzkimi radami narodowymi (GRN) jako organami władzy najniższego stopnia na wsi, funkcjonowały od reformy reorganizującej administrację wiejską przeprowadzonej jesienią 1954 do momentu ich zniesienia z dniem 1 stycznia 1973, tym samym wypierając organizację gminną w latach 1954–1972.
Gromadę Policzna siedzibą GRN w Policznie utworzono – jako jedną z 8759 gromad na obszarze Polski – w powiecie kozienickim w woj. kieleckim, na mocy uchwały nr 13e/54 WRN w Kielcach z dnia 29 września 1954. W skład jednostki weszły obszary dotychczasowych gromad Antoniówka, Policzna, Patków, Świetlikowa Wola (bez wsi Ługowa Wola) i Wilczowola ze zniesionej gminy Policzna w tymże powiecie.
1 października 1954 gromada weszła w skład nowo utworzonego powiatu zwoleńskiego w tymże województwie, gdzie ustalono dla niej 24 członków gromadzkiej rady narodowej.
31 grudnia 1961 do gromady Policzna przyłączono wieś Aleksandrówka i kolonię Biały Ług ze zniesionej gromady Paciorkowa Wola.
31 grudnia 1962 do gromady Policzna przyłączono wieś Andrzejówka z gromady Strykowice w tymże powiecie.
1 stycznia 1970 do gromady Policzna przyłączono wsie Wojciechówka i Annów z nowo utworzonej gromady Zwoleń w tymże powiecie.
Gromada przetrwała do końca 1972 roku, czyli do kolejnej reformy gminnej. 1 stycznia 1973 w powiecie zwoleńskim reaktywowano gminę Policzna.